# Carlos Alazraqui
Carlos Jaime Alazraqui (n. 20 iulie 1962, Yonkers, New York, SUA) este un actor american. Născut și crescut în Yonkers, New York, a fost starul Taco Bell.

## Biografie
Alazraqui s-a născut în Yonkers, New York.